# Brida (equitación)

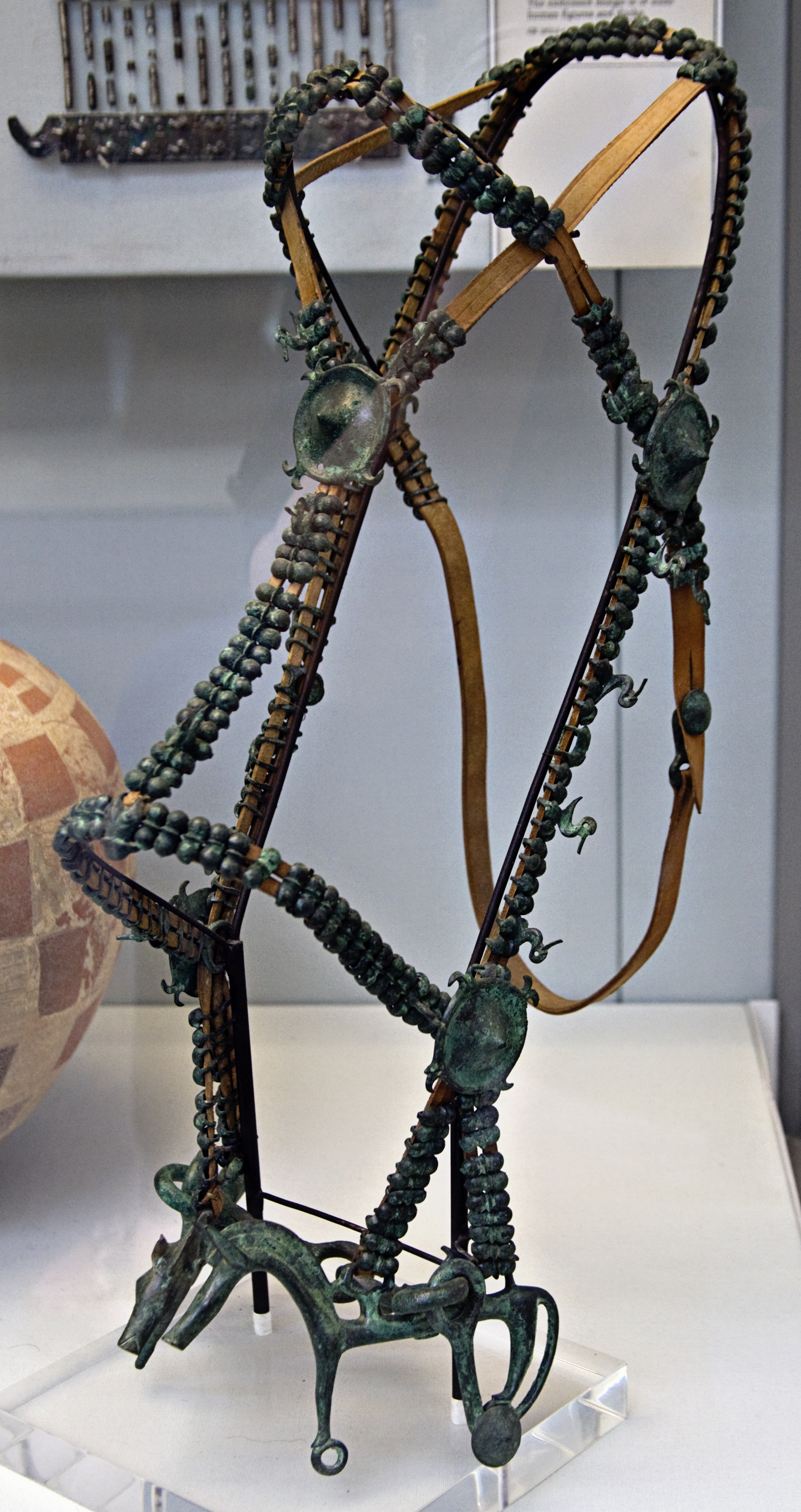
Bocado y brida etruscos. Bronce, c. 700-650 a. C. Museo Británico

Una brida es, en el dominio de la equitación, un conjunto de correas que se colocan en la cabeza de un caballo a fin de mantener dos bocados (el bocado de brida y el bocado de filete). Se trata de un cordaje  particular con dos bocados y cuatro riendas. Se pueden ver en competiciones de doma clásica. Se utiliza tanto en los caballos de silla como en los de tiro.
Se compone de dos partes: cabezada y bocado. La primera comprende el conjunto de correas que, adaptándose a la cabeza del animal, sirven para sostener el bocado en la posición debida, y además las riendas, por medio de las cuales el jinete o el cochero contienen y guían al caballo a su antojo.
Existen varios bocados de brida diferentes y cada uno ejerce una acción más o menos fuerte sobre la boca del caballo. Es muy importante adaptar el bocado de brida al nivel de doma del animal y a su sensibilidad al bocado (sabiendo que los ramales del bocado son largos, y su acción es importante, y que por ejemplo un bocado de brida con paso de lengua muy pronunciado puede también accionar sobre el paladar del caballo).
Hay que estar también atento al ajuste de un brida: los dos bocados no deben jamás solaparse en la boca del animal, demasiado ancho es menos preciso.
Además, la barbada (que sirve de punto de apoyo a los correajes del bocado) es serrada, la acción ejercida por el bocado es amplificada.
La brida es un accesorio que permite combinar dos acciones distintas: la acción del bocado de filete que mantiene un contacto con la montura, y la acción del bocado de brida que permite cerrar el ángulo cabeza/cuello. 
En cualquier caso, no hay que olvidar que la brida representa una acción poderosa para un caballo. Es pues indispensable conservar un contacto fino y, por ende, tener las riendas correctamente ajustadas.
Al poner la brida al caballo se debe procurar que el bocado vaya bien colocado, para lo cual es necesario que no toque a los colmillos  (un dedo por encima de estos), ni a las muelas. La cadenilla ha de tener la tensión debida. La muserola no ha de ejercer opresión. El ahogadero ha de estar flojo, aunque no tanto que quepa la cabeza si el caballo intentase quitarse la brida. Si ésta fuese de tiro hay que procurar que las anteojeras tengan sus centros a la altura de los ojos del caballo y estén bastante separadas, a fin de aminorar en lo posible sus inconvenientes. El caballo o el poni debe estar relajado durante la duración de un ejercicio con brida; se puede darse cuenta de que una montura está relajada mientras «mastica» su brida, por ejemplo.
También se denomina brida a los pequeños tacos con forma de cilindro de tungsteno colocados en la herradura del caballo para evitar que resbale en el asfalto u otras superficies deslizantes.

## Materiales
Las bridas se hacen generalmente de cuero, pero también las hay de pita y de otras materias textiles, incluso la seda, no siendo raro que las bridas de cuero se adornen con sedas de colores, o con prolijas labores de hilos de plata y oro, y hasta con piedras preciosas, como sucedió en el siglo XIV. En este siglo fue costumbre también que llevasen colgantes de cascabeles, cuya moda se introdujo ya en los últimos años del siglo anterior.

## Brida de Schoenberck

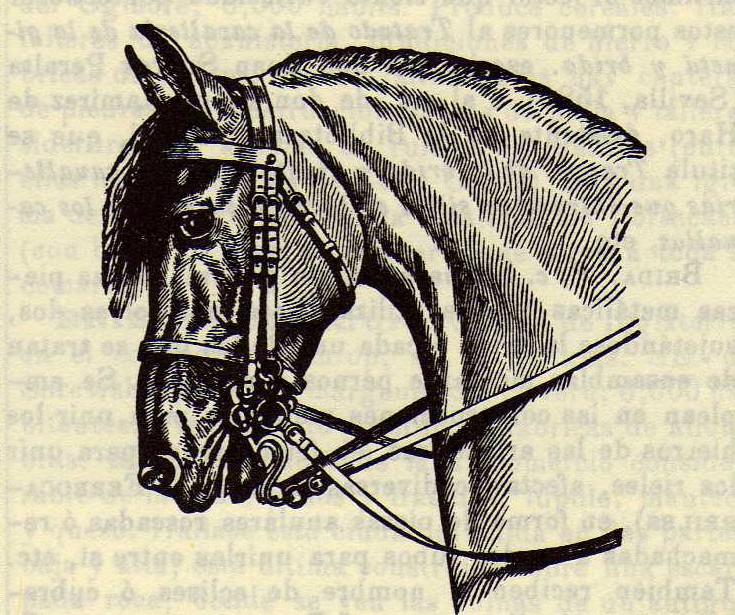
Brida de Schoenberck.

Una variedad de brida es la denominada «brida de Schoenberck», cuya particularidad más sobresaliente es que sustituye la cadenilla de la barbada por una correa. Las quijeras no se hebillan a los ojos de los portamozos, sino a unas anillas que hay en los extremos de la embocadura. El bocado tiene también una forma singular que recuerda a los bocados de coche. Se empleó ese tipo de brida en el ejército prusiano, aunque su utilización no llegó a generalizarse porque las ventajas sobre los demás tipos de bridas no son muy apreciables.

## Brida de los caballos de tiro
Esta brida es análoga a la de los caballos de silla, diferenciándose en que sólo tiene dos riendas y en que suele llevar además (aunque no siempre) anteojeras y engallador. 
Anteojerascolocadas a la altura de los ojos, tienen por objeto evitar que los caballos se espanten, impidiéndole ver los objetos que puedan asustarles. No cumplen su misión más que a medias, pero en cambio tienen los inconvenientes de estroparle la vista, obligándole a mirar de frente, para lo cual tienen a menudo que forzar la posición de sus ojos bizcándolos, y de guiar el polvo del camino directamente a estos delicados órganos, que nada ganan con ello.
Engalladortiene por objeto hacer que el caballo lleve su cabeza y cuello en una posición airosa y elegante. Se usa principalmente en los tiros de lujo. Es indispensable en un buen tronco cuando deben acoplarse dos animales (biga) que tiene distinta colocación de la cabeza, y también en los tiros de cuatro caballos (cuadrigas) porque facilita el mando del que los guía. En los demás casos es más bien perjudicial, y sobre todo para largos recorridos y en servicios de trabajo no debe utilizarse en absoluto.